# 文德爾 (麻薩諸塞州)
文德爾（英語：Wendell）是一個位於美國麻薩諸塞州富蘭克林縣的鎮。

## 人口
根據2020年美國人口普查的數據，文德爾的面積為83.40平方千米，當中陸地面積為82.50平方千米，而水域面積為0.90平方千米。當地共有人口924人，而人口密度為每平方千米11人。